# Angela Stifft-Gottlieb
Angela Stifft-Gottlieb (geboren 11. Oktober 1881 in Wien, Österreich-Ungarn; gestorben 10. April 1941 ebenda) war eine österreichische Prähistorikerin und Museumsleiterin.

## Leben
Angela Stifft-Gottlieb war zuerst Mitarbeiterin des Prähistorikers Anton Hrodegh († 1926), den sie zeit ihres Lebens als ihren wichtigsten Lehrer bezeichnete. Nach dem Tode von Johann Krahuletz im Jahre 1928 wurde ihr die Leitung des Krahuletz-Museums in Eggenburg anvertraut. Es gelang ihr, die Sammlungen bedeutend zu vermehren und das Museum sowohl in ur- und frühgeschichtlichen als auch volkskundlichen Belangen auszubauen. Über diese Tätigkeit, zu der auch reiche Grabungs- und Fundbergetätigkeiten kamen, gibt es zahlreiche Veröffentlichungen. Ihre Leistungen im musealen Bereich sind in den von ihr jährlich herausgebrachten Jahresberichten des Krahuletz-Museums nachzulesen.
Neben diesen Hauptaktivitäten gelang es ihr auch, die zuerst mit Anton Hrodegh begonnene Inventarisierung und museale Aufstellung der Sammlung des Candidus Ponz, Reichsritters von Engelshofen, auf der Rosenburg weiterzuführen und abzuschließen. Seit 2012 ist die Sammlung in der Gesamtheit nicht mehr öffentlich zugänglich. Der paläontologisch-naturwissenschaftliche Teil der Sammlung wurde 2013 dem Krahuletz-Museum als Dauerleihgabe überlassen und wird ab 2014 teilweise in der Dauerausstellung des Museums präsentiert.
Angela Stifft-Gottlieb arbeitete im wissenschaftlichen Bereich mit bedeutenden Zeitgenossen wie Josef Bayer, Othmar Skala und Eduard Beninger zusammen. Ihr Arbeitsgebiet war das niederösterreichische Waldviertel und Weinviertel. Ihre Publikationen entsprachen dem Wissensstand ihrer Zeit und stellen heute noch wertvolle und zitierwürdige Forschungsergebnisse dar. Ihre Grabungstechnik wurde erst vor wenigen Jahren durch den tschechischen Prähistoriker Jiri Waldhauser äußerst positiv gewürdigt.

## Schriften
- Ein Skelettgrab der mittleren Hallstattzeit aus Röschitz, N.-Ö. Mitteilungen der Anthropologischen Gesellschaft 61, 1931, S. 292ff.
- Ein neuer interessanter Grabfund der älteren Bronzezeit. Das Waldviertel 4, 1931, S. 7ff.
- Die spätkeltische Wohnanlage von Roggendorf bei Eggenburg, pol. Bez. Horn, Niederösterreich. Mitteilungen der Anthropologischen Gesellschaft 62, 1932, S. 266ff.
- Die Sammlung Engelshofen auf der Rosenburg. Fundberichte aus Österreich 1, 1932, 138ff.
- Der neue Steinzeitmensch von Eggenburg. Das Waldviertel 6, 1933, S. 64f.
- Mittellatenezeitliche Gräber aus Klein-Reinprechtsdorf bei Eggenburg, pol.Bez. Horn, Niederösterreich. Mitteilungen der Anthropologischen Gesellschaft 65, 1935, S. 169ff.
- Zur Geschichte der Ausgrabungen in der Teufelslucken bei Eggenburg, Bez. Horn. Das Waldviertel 7, 1937, S. 101ff.
- Die Geschichte der Grabungen (1874-1931). In: Die Fuchs- oder Teufelslucken bei Eggenburg, Niederdonau. 1. Teil. Bearbeitet von Kurt Ehrenberg, Otto Sickenberg, Angela Stifft-Gottlieb. Abhandlungen der Zoologisch-Botanischen Gesellschaft in Wien XVII, 1938, 5ff.
- Linearkeramische Gräber mit Spondylusschmuck aus Eggenburg, Niederdonau. Mitteilungen der Anthropologischen Gesellschaft 69, 1939, S. 149ff.
- Die vor- u. frühgeschichtliche Sammlung des Candid Ponz, Reichsritter von Engelshofen auf der Rosenburg. Das Waldviertel 47, 1998, S. 250ff. (Veröffentlichung eines nachgelassenen Manuskriptes).